# Enrico Gasparotto
Enrico Gasparotto (ur. 22 marca 1982 w Sacile) – szwajcarski kolarz szosowy pochodzenia włoskiego.
Jego największym sukcesem jest dwukrotne zwycięstwo w zaliczanym do cyklu UCI World Tour wyścigu Amstel Gold Race (2012 i 2016).
Od początku kariery do 2019 roku jeździł we włoskich barwach narodowych. Od 2019 zaczął reprezentować Szwajcarię. Po sezonie 2020 zakończył karierę.

## Najważniejsze osiągnięcia
2005
- 1. miejsce na 2. etapie Volta a Catalunya
- 1. miejsce w mistrzostwach Włoch (start wspólny)

2006
- 1. miejsce w Memorial Cimurri
- 3. miejsce w Coppa Sabatini

2007
- 1. miejsce na 1. etapie Giro d'Italia (jazda druż. na czas)
  - różowa koszulka lidera przez dwa etapy (po 1. i 3.)
- 2. miejsce w Post Danmark Rundt

2008
- 3. miejsce w Driedaagse van De Panne-Koksijde
  - 1. miejsce na 1. etapie
- 1. miejsce w Giro della Romagna
- 1. miejsce w Ster Elektrotoer
  - 1. miejsce na 3. etapie
- 3. miejsce w GP di Lugano

2009
- 1. miejsce w klasyfikacji sprinterskiej Tour de Suisse

2010
- 1. miejsce na 5. etapie Tirreno-Adriático
- 3. miejsce w Amstel Gold Race

2012
- 1. miejsce w Amstel Gold Race
- 3. miejsce w Liège-Bastogne-Liège

2013
- 5. miejsce w Giro di Lombardia
- 6. miejsce w Liège-Bastogne-Liège
- 7. miejsce w Grand Prix Cycliste de Montréal
- 9. miejsce w Amstel Gold Race

2014
- 8. miejsce w Amstel Gold Race
- 8. miejsce w Grand Prix Cycliste de Québec

2015
- 8. miejsce w Amstel Gold Race

2016
- 1. miejsce w Amstel Gold Race
- 2. miejsce w Brabantse Pijl
- 5. miejsce w La Flèche Wallonne

2018
- 3. miejsce w Amstel Gold Race
- 3. miejsce w Gran Premio di Lugano
- 3. miejsce w Coppa Agostoni